# Битва на Альте (1068)
Битва на Альте — сражение, в 1068 году, на реке Альте близ Переяславля между русскими дружинами русских князей Изяслава Ярославича, Святослава Ярославича, Всеволода Ярославича и половецкими войсками во главе с Шаруканом Старым.

## История
Первое упоминание о половцах в Повести временных лет приурочено к 1055 году, когда переяславский князь Всеволод Ярославич заключил с ними мирный договор. После разгрома русскими князьями торков в степях в 1060 году половецкие кочевья вплотную приблизились к южнорусским границам, и в 1061 году половцы прорвали оборонительное кольцо из земляных валов и палисадов, сооружённых ещё при Владимире Великом и Ярославе Мудром и одержали победу над дружиной Всеволода.
К 1068 году Ярославичи Изяслав, Святослав и Всеволод сконцентрировали в своих руках управление всей Русью, присоединив к своим владениям Волынь и Смоленск после смерти своих младших братьев Игоря и Вячеслава и захватив в плен после битвы на Немиге Всеслава Брячиславича Полоцкого.
Подробных сведений о битве не сохранилось. Половцы вторглись на Русь во главе с ханом Шаруканом по левому берегу Днепра, Ярославичи вывели войска навстречу и были разбиты.
После разгрома в битве при Альте в 1068 (1067) году Изяслав и Всеволод бежали в Киев, где их нежелание организовать новый поход против половцев, грабивших окрестности Киева, вызвало восстание (мятеж). На рыночной площади Киева был созвано вече, на котором было выдвинуто требования вооружить горожан (киевляне потребовали оружия и коней для новой битвы с половцами). После того, как это не было исполнено, толпа разгромила дом воеводы Константина (главного воеводы князя Коснячка). Киевляне освободили князя Всеслава Полоцкого, державшегося Ярославичами под стражей, и посадили его на киевский престол в надежде, что он сможет остановить половцев. Изяслав в это время нашёл убежище у польского короля Болеслава II «Смелого», пославшего ему на помощь войска, с которыми Изяслав вернулся в Киев в мае 1069 года. К этому времени Всеслав бежал в Полоцк, и Киев контролировали Святослав и Всеволод.

### Битва на Снове
Во время отсутствия Изяслава его брат Святослав 1 ноября 1068 года с 3-тысячным войском сумел победить 12-тысячную половецкое войско на реке Снове, причём Новгородская первая летопись сообщает о взятии Шарукана в плен, тем самым на продолжительное время остановив половецкие набеги до 1093 года (не считая активного участия половцев в междоусобных войнах на Руси).